# Nick Frost
Nicholas John "Nick" Frost (28 de março de 1972, Londres, Inglaterra) é um ator e comediante britânico conhecido por ter trabalhado lado a lado de Simon Pegg e Edgar Wright em filmes como Shaun of the Dead (2004) e Hot Fuzz (2007), além de ter participado do britcom Spaced (1999) como Mike Watt. O ator trabalhou com Simon Pegg no filme chamado Paul, uma comédia sobre dois geeks que se deparam com um alienígena durante uma viagem pelos Estados Unidos. Esse é o primeiro trabalho de Frost e Pegg juntos atrás das câmeras sem Edgar Wright.Em 2017, Nick atuou ao lado de Rupert Grint na série Dá Licença, Saúde.

## Filmografia
Cinema
| Ano  | Filme                       | Papel              |
| ---- | --------------------------- | ------------------ |
| 2019 | StarDog and TurboCat        | Buddy (voz)        |
| 2018 | Tomb Raider                 | Alan               |
| 2017 | Dá Licença, Saúde           | Doutor Ian Glennis |
| 2011 | Snow White and the Huntsman | Anão Gus           |
| 2010 | Paul                        | Clive              |
| 2009 | The Boat That Rocked        | Dave               |
| 2008 | Wild Child                  | Christopher        |
| 2007 | Hot Fuzz                    | Danny Butterman    |
| 2006 | Penelope                    | Max Campion        |
| 2005 | Kinky Boots                 | Don                |
| 2004 | Todo Mundo Quase Morto      | Ed                 |

Televisão
| Ano  | Programa                                    | Papel        |
| ---- | ------------------------------------------- | ------------ |
| 2015 | Into the Badlands                           | Bajie        |
| 2017 | Doctor Who                                  | Papail Noel  |
| 2005 | Hyperdrive                                  | Henderson    |
| 2005 | SuperNanny                                  | Narrador     |
| 2005 | Man Stroke Woman                            | Vários       |
| 2005 | Celebrity Mingers: Before They Were Mingers | Narrador     |
| 2005 | Shockwave NME Awards                        | Apresentador |
| 2003 | Movie Mistakes Uncovered: Uncut             | Apresentador |
| 2003 | Celebrity Naked Ambition                    | Apresentador |
| 2003 | A Very British UFO Hoax                     | Narrador     |
| 2003 | Danger! Incoming Attack!                    | ele mesmo    |
| 2002 | Top Ten TV Sci-Fi                           | Narrador     |
| 2002 | Danger! 50,000 Volts!                       | ele mesmo    |
| 2001 | This Week Only                              | ele mesmo    |
| 1999 | Spaced                                      | Mike Watt    |

segunda temporada da serie Into the badlands com o consagrado ator
. Chines Daniel Wo.e Stephen Lung.2015/present.